# Henry Hermansen
Henry Arne Hermansen (ur. 13 kwietnia 1921 w Lunner, zm. 18 stycznia 1997 w Oslo) – norweski biegacz narciarski i biathlonista, dwukrotny brązowy medalista mistrzostw świata w biathlonie oraz brązowy medalista mistrzostw świata w narciarstwie klasycznym.

## Kariera
W 1950 roku wziął udział w mistrzostwach świata w narciarstwie klasycznym w Lake Placid. Wraz z Martinem Stokkenem, Eilertem Dahlem i Kristianem Bjørnem wywalczył tam brązowy medal w sztafecie 4 × 10 km.
Igrzyska olimpijskie w Squaw Valley w 1960 roku były pierwszymi i zarazem ostatnimi w jego karierze. Startował tylko w biathlonie, w swoim jedynym starcie, w biegu indywidualnym zajął 10. miejsce.
W 1959 roku wystartował na mistrzostwach świata w biathlonie w Courmayeur wspólnie z Knutem Woldem i Ivarem Skøgsrudem zdobył brązowy medal w drużynie. Wynik ten powtórzył podczas mistrzostw świata w Hämeenlinna. Norwescy biathloniści pobiegli tam w składzie: Jon Istad, Olav Jordet i Henry Hermansen.
Ponadto Hermansen zdobył pięć medali mistrzostw Norwegii w biegach narciarskich: złote w sztafecie w latach 1950 i 1951 oraz brązowe w biegu na 17 km w latach 1949 i 1951 oraz w sztafecie w 1954 roku. Na mistrzostwach Norwegii w biathlonie zdobył złoty medal w biegu indywidualnym w 1959 roku, a w 1962 roku wywalczył brązowy medal.

## Osiągnięcia w biathlonie

### Igrzyska olimpijskie
| Miejsce | Dzień     | Rok  | Miejscowość  | Konkurencja       | Czas biegu | Strata  | Strzelanie | Zwycięzca      |
| ------- | --------- | ---- | ------------ | ----------------- | ---------- | ------- | ---------- | -------------- |
| 10.     | 21 lutego | 1960 | Squaw Valley | Bieg indywidualny | 1:33:21,6  | +8:58,5 | 4          | Klas Lestander |

### Mistrzostwa świata
| Miejsce | Dzień | Rok  | Miejscowość | Konkurencja | Czas biegu | Strata | Strzelanie | Zwycięzca |
| ------- | ----- | ---- | ----------- | ----------- | ---------- | ------ | ---------- | --------- |
| 3.      | ?     | 1959 | Courmayeur  | Drużynowo   | 5:10:27    | +23:20 | ?          | ZSRR      |
| 3.      | ?     | 1962 | Hämeenlinna | Drużynowo   | 4:12:38    | +24:17 | 14         | ZSRR      |

## Osiągnięcia w biegach narciarskich

### Mistrzostwa świata
| Miejsce | Dzień    | Rok  | Miejscowość | Konkurencja             | Czas biegu | Strata | Zwycięzca        |
| ------- | -------- | ---- | ----------- | ----------------------- | ---------- | ------ | ---------------- |
| 15.     | 3 lutego | 1950 | Lake Placid | 18 km stylem klasycznym | 1:06:16    | +2:33  | Karl-Erik Åström |
| 3.      | 5 lutego | 1950 | Lake Placid | Sztafeta 4 × 10 km      | 2:39:59    | +7:19  | Szwecja          |